# Domovi u Hogwartsu
U seriji romana o Harryju Potteru, škola vještičarenja i čarobnjaštva u Hogwartsu podijeljena je na četiri doma, a svaki od njih nosi prezime svojeg osnivača: Godrica Gryffindora, Helge Hufflepuff, Rowene Ravenclaw ili Salazara Slytherina.

## Ceremonija svrstavanja
U vrijeme osnivanja škole, osnivači su sami birali svoje učenike. Kad su počeli razmišljati o tome kako će učenici biti birani nakon njihove smrti, Godric Gryffindor skinuo je svoj šešir u koji su osnivači "utkali" neke svoje misli, pa je Razredbeni klobuk mogao sam birati učenike. Sada, na početku svake školske godine, novi učenici stavljaju Razredbeni klobuk na glavu tijekom ceremonije svrstavanja. Klobuk zatim objavljuje dom kojem će se svaki pojedini učenik pridružiti. Svake godine prije svrstavanja Klobuk pjeva i kratku baladu koja govori o osnivanju škole i četiriju domova; pjesma je svake godine drugačija, a rečeno je da Klobuk cijele godine smišlja sljedeću pjesmu.
Klobuk svrstava učenike po njihovim vrlinama. Na odluku vjerojatno utječu i želje samih učenika: to se najbolje vidi u naumu klobuka da Harryja svrsta u Slytherine, ali ga je ipak svrstao u Gryffindore jer Harry nije želio biti Slytherin. Dumbledore je kasnije objasnio Harryju da je tako i trebalo biti zato što ljude određuju njihove odluke, a ne njihove sposobnosti. Zato je vjerojatno da Klobuk bira dom u koji će svrstati informiranog učenika po učenikovoj prethodnoj odluci, a one koji nisu informirani i koji ništa ne očekuju svrstava po njihovim trenutačnim željama ili po sposobnostima (profesor Slughorn čak je rekao da je pripadnost određenom domu u obitelji, ali to ne mora uvijek biti točno). 
Klobuk ne razmatra samo učenikove trenutačne kvalitete, nego vidi i kvalitete koje možda još nisu razvijene (tako je rekao Harryju: "Mogao bi biti velik, sve ti je tu, u glavi, a Slytherin bi ti mogao pomoći na putu do slave").

## Običaji domova
Četiri su doma odvojene cjeline. Svaki od njih ima svoju društvenu prostoriju i spavaonice, svoj stol u Velikoj dvorani, a učenici predavanja većinom slušaju s pripadnicima svog doma. Ne postoji pravilo koje zabranjuje druženje pripadnika različitih domova, ali se učenici većinom druže s pripadnicima svog doma. Svaki dom ima jednog učitelja koji je predstojnik doma i svog domskog duha. Nije poznato čemu služe domski duhovi, iako je moguće da su oni domske maskote. Svi su predstojnici domova i domski duhovi nekoć i sami bili pripadnici domova koje sada predstavljaju.
Između pripadnika različitih domova postoji suparništvo koje se posebno ističe tijekom metlobojskih utakmica i školskog natjecanja za Domski pokal o kojem odlučuje broj bodova koje je svaki dom prikupio tijekom školske godine. Te bodove mogu dodijeliti ili oduzeti svi profesori, prefekti te glavni prefekt i prefektica na temelju zalaganja i ponašanja učenika tijekom školske godine. Suparništvo domova najuočljivije je između Slytherina i Gryffindora ("Gryffindori i Slytherini preziru se iz principa." (HP6)) To suparništvo potječe još iz vremena Godrica Gryffindora i Salazara Slytherina nakon što su osnovali školu zato što Razredbeni klobuk tvrdi da su prije osnutka škole bili najbolji prijatelji. (HP5)
Preostala dva doma, Ravenclawi i Hufflepuffi obično, ali ne uvijek, podržavaju Gryffindore. Jedna iznimka od tog pravila dogodila se kad su Ravenclawi, Hufflepuffi i Slytherini na Tromagijskom turniru dali podršku Hufflepuffu Cedricu Diggoryju umjesto Gryffindoru Harryju Potteru. (HP4)

## Četiri doma

### Gryffindor
Godric Gryffindor posebno je cijenio hrabrost. Simbol je njegovog doma lav, a boje su doma zlatna i skrletna. Minerva McGonagall trenutačna je predstojnica doma, a Gotovo Bezglavi Nick domski je duh.
Kako je ovo dom kojem pripada Harry Potter, jedino su njegove prostorije detaljno opisane (iako je u Odaji tajni kratko opisana i Slytherinska društvena prostorija). Domske se prostorije nalaze u jednom od tornjeva u dvorcu čiji se ulaz, koji čuva portret Debele dame, nalazi na sedmom katu. Iza portreta nalazi se velika društvena prostorija s kaminom i dva stubišta koja vode do muških i ženski spavaonica.
Slytherini ne vole (štoviše, mrze) Gryffindore zbog, kako je rekao Phineas Nigellus, besmislenih junaštava u koje se upuštaju.
Neki važniji Gryffindori (za potpuni popis pogledajte popis likova koji se pojavljuju u Harryju Potteru):
- Harry Potter
- Ron Weasley i ostatak obitelji Weasley (Bill, Charlie, Percy, Fred i George, Ginny, Molly i Arthur)
- Hermione Granger
- Harači (Sirius Black, Remus Lupin, Peter Pettigrew i James Potter)
- Lily (Evans) Potter
- Ostali Gryffindori na Harryjevoj godini
- Ostali Gryffindori povezani s metlobojem
- Colin Creevey
- Romilda Vane
- Rubeus Hagrid
- Minerva McGonagall
- Albus Dumbledore

### Hufflepuff
Hufflepuff, koji je osnovala Helga Hufflepuff, najviše cijeni marljivost i strpljenje, odanost i prijateljstvo. Simbol je doma jazavac, a boje su doma žuta i crna. Profesorica Pomona Sprout predstojnica je doma, a domski je duh Debeli fratar. Društvena prostorija Hufflepuffa nalazi se u podrumu, blizu kuhinje.
Jedan iznadprosječan Hufflepuff bio je Cedric Diggory, koji je osvjetlao obraz svog doma kao kapetan i tragač njegove metlobojske ekipe, a kasnije i kao prvak Hogwartsa na Tromagijskom turniru.
Neki važniji Hufflepuffi (za potpuni popis pogledajte popis likova koji se pojavljuju u Harryju Potteru i manje važne Hufflepuffe):
- Cedric Diggory
- Pomona Sprout
- Hufflepuffi na Harryjevoj godini (Hannah Abbott, Susan Bones, Justin Finch-Fletchley, Ernie Macmillan)
- Zacharias Smith
- Hepzibah Smith
- Matt Modisette
- Nymphadora Tonks

### Ravenclaw
Ravenclaw najviše cijeni inteligenciju i znanje. Simbol doma je orao, a boje su doma plava i brončana. Predstojnik doma jest Filius Flitwick, a domski je duh Siva Dama. Ravenclawska društvena prostorija i spavaonice nalaze se u tornju u zapadnom dijelu škole.
Neki važniji Ravenclawi (za potpuni popis pogledajte popis likova koji se pojavljuju u Harryju Potteru i manje važne Ravenclawe):
- Cho Chang
- Luna Lovegood
- Roger Davies
- Filius Flitwick
- Ravenclawi na Harryjevoj godini (Terry Boot, Michael Corner, Anthony Goldstein, Padma Patil, Lisa Turpin, Mandy Brocklehurst)
- Marietta Edgecombe
- Penelope Clearwater
- Plačljiva Mrytle (za vrijeme života)

Razredbeni klobuk razmišljao je o tome da Hermionu Granger svrsta u Ravenclawe.

### Slytherin
Kao i njegov osnivač, dom Slytherina posebno cijeni ambiciju, prepredenost i veliku inteligenciju. Simbol doma je zmija, a boje su doma zelena i srebrna. Trenutači je predstojnik doma Severus Snape, a domski je duh Krvavi barun. Slytherinska društvena prostorija i spavaonice nalaze se ispod hogwartskog jezera, a do njih se dolazi izgovaranjem lozinke kamenom zidu u tamnici. Slytherinska je društvena prostorija dugačka i niska, i ima kamene podove i okrugle, zelenkaste svjetiljke koje vise sa stropa.
Albus Dumbledore u Odaji tajni rekao je Harryju da je Salazar Slytherin kod učenika najviše cijenio znanje zmijskog jezika, snalažljivost odlučnost i određeno neobaziranje na propise, a sve su to osobine koje posjeduje Harry, ali koje je zapravo stekao sasvim slučajno. 
Salazar Slytherin je, za razliku od ostalih osnivača, u školu želio primati samo čistokrvne čarobnjake (ali možda i one miješane krvi). Zbog tog je neslaganja Slytherin napustio dvorac, ali je za sobom ostavio Odaju tajni. U romanima se često spominju zli čarobnjaci koji su bili Slytherini, ali postoje i "dobri" Slytherini (jedan od njih je i Horace Slughron).
Neki važniji Slytherini (za potpuni popis pogledajte popis likova koji se pojavljuju u Harryju Potteru i manje važne Slytherine):
- Tom Riddle/Lord Voldemort
- Draco Malfoy i ostatak obitelji Malfoy
- Obitelj Black (uz iznimku Siriusa Blacka)
- Ostali Slytherini na Harryjevoj godini (Vincent Crabbe, Gregory Goyle, Pansy Parkinson, Milicent Bulstrode, Blaise Zabini i Theodore Nott)
- Marcus Flint
- Bellatrix (Black) Lestrange
- Horace Slughorn
- Severus Snape

## Vanjske poveznice
- HP Lexicon - Domovi